# Mazax pax
Mazax pax là một loài nhện trong họ Corinnidae.
Loài này thuộc chi Mazax. Mazax pax được miêu tả năm 1969 bởi Reiskind.